# Fort de Côte-Lorette

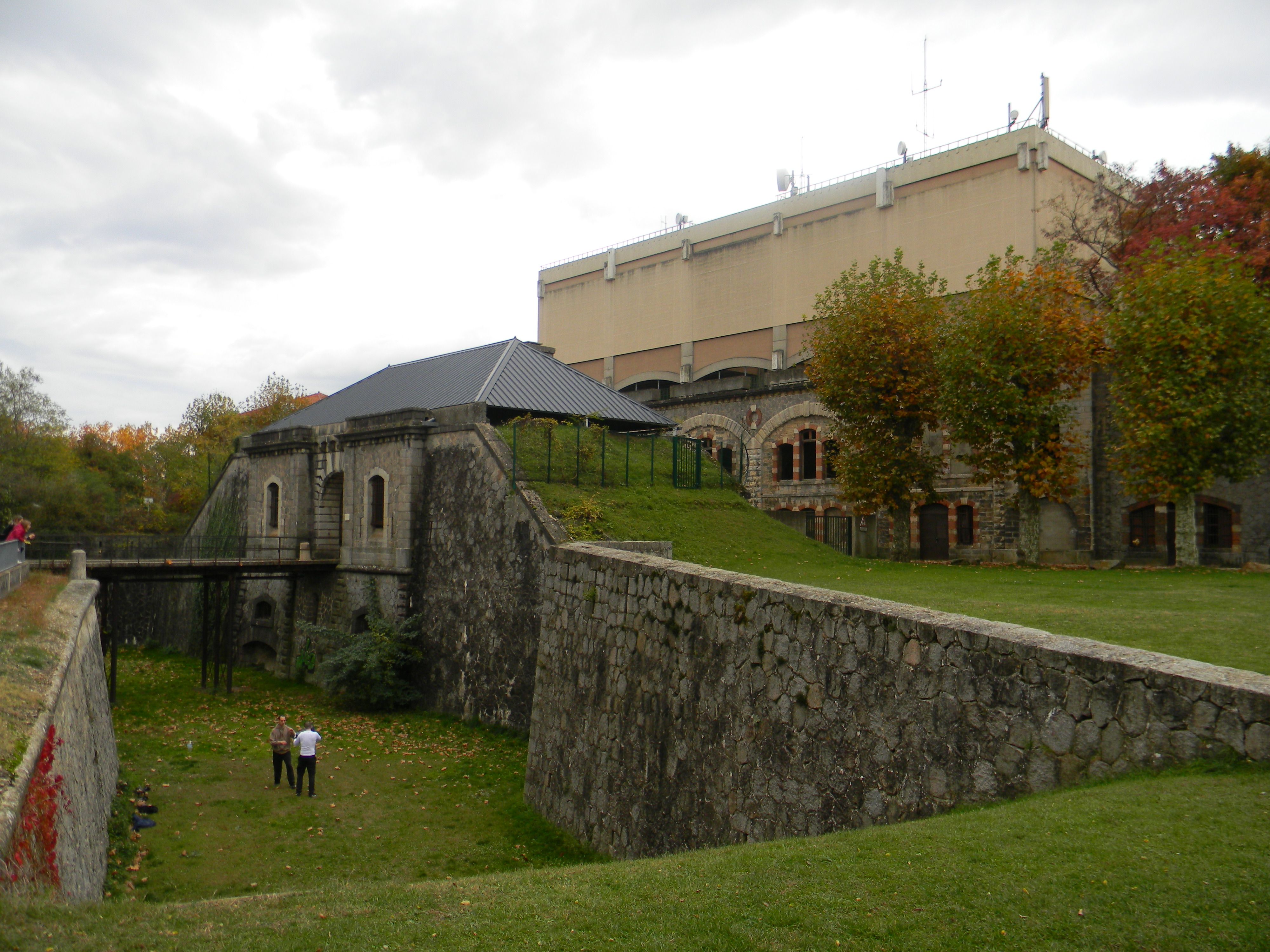
Fort de Côte-Lorette

Das Fort de Côte-Lorette ist eine Befestigung aus dem 19. Jahrhundert in Saint-Genis-Laval. Es liegt westlich der Rhône auf einer Höhe von 290 m. 
Am 20. August 1944 erschossen hier Deutsche beim Massaker von Saint-Genis-Laval 120 Männer und Frauen, die sie gleichentags aus dem Gefängnis Montlug in die Festung verschleppt hatten.